# Wojciech Has
Wojciech Jerzy Has (n. 1 aprilie 1925, Cracovia, Polonia – d. 3 octombrie 2000, Łódź, Polonia) a fost un regizor, scenarist și producător de film polonez. A primit mai multe premii și distincții, ca de exemplu Premiul Juriului de la Cannes, Premiul Academiei Poloneze de Film pentru întreaga activitate sau Ordinul Polonia Restituta în grad de comandor cu stea.

## Viață timpurie și studii
Wojciech Jerzy Has s-a născut în Cracovia. Has a fost un agnostic. Numele Has este prenumele olandez, idiș și evreiesc germanizat Haas (האָז), care înseamnă iepure (hare) în limba engleză. Cu toate acestea, familia sa din partea ambilor părinti a fost de religie romano-catolică, chiar dacă el a fost un filosemit convins.
În timpul ocupației germane a Poloniei în al doilea război mondial, a studiat la Colegiul de Afaceri și Comerț din Cracovia și ulterior a participat la cursuri clandestine la Academia de Arte Frumoase Jan Matejko din Cracovia - până când aceasta a fost desființată în 1943. Când s-a încheiat războiul, a continuat să studieze la Academia de Arte Frumoase din Cracovia care a fost reconstituită. În 1946, a finalizat un curs cinematografic de un an și a început să producă filme educaționale și documentare pentru Studioul de Film Documentar (Wytwornia Filmow Dokumentalnych) din Varșovia, iar în anii 1950 a lucrat la prima academie cinematografică din Polonia, Școala Națională de Film (Państwowa Wyższa Szkoła Filmowa) din Łódź .

## Carieră
A debutat cu Aarmonia (Harmonia, 1948), un film de scurtmetraj (10 minute) și a început să realizeze lungmetraje din 1957. În 1974, a fost numit profesor la departamentul de regie al Școlii Naționale de Film din Łódź. De-a lungul carierei sale îndelungate și prolifice, a regizat filme notabile ca de exemplu Manuscrisul găsit la Saragosa, Păpușa sau Sanatoriul timpului (cunoscut în engleză și sub numele de The Sandglass sau în franceză ca La Clepsydre, Clepsidra).
La începutul carierei sale, și-a dobândit o reputație de individualist care a reușit să evite să dea anumite tonuri politice filmelor sale. El a produs cele mai importante filme ale sale în perioada în care Școala Națională Poloneză de Film a fost cea mai proeminentă; cu toate acestea, opera sa a avut propriul său sentiment stilistic, care era independent de temele politice care dominau școala poloneză. Practic, în fiecare film, a căutat să creeze medii ermetice, în care problemele și povestirile protagoniștilor săi au avut întotdeauna o importanță secundară în lumea particulară pe care a creat-o, caracterizată printr-o acumulare de obiecte aleatorii care au format un univers vizual unic.
„Dacă Wojciech ar fi fost pictor, cu siguranță ar fi fost suprarealist”, a afirmat criticul polonez Aleksander Jackiewicz. „Ar fi redesenat obiecte antice cu toate accesoriile lor reale și le-ar fi juxtapus în moduri neașteptate.”
Opera lui Has este în mod obișnuit asociată cu pictura suprarealistă de către criticii polonezi. Acest lucru este întărit de visul poetic al regizorului și de folosirea de către acesta a unor obiecte, care sunt, de asemenea, caracteristice multor picturi ale suprarealiștilor. De asemenea, a creat o serie de filme dramatice psihologice interioare în timpul carierei sale, cum ar fi Dragoste neîmplinită (Jak być kochaną, 1963) și Pożegnania (1958, cu sensul de La revedere), care se concentrează asupra unor indivizii deteriorați care au dificultăți în a da un scop vieții lor. În opera sa, el a fost fascinat de oamenii străini dar și de cei incapabili să-și găsească locul în realitate.
Filmul Pożegnania este o adaptare a unui roman extrem de liric și de reflectorizant al lui Stanisław Dygat, care a și scris scenariul împreună cu Has. Intriga are loc în Polonia de la sfârșitul anilor 1930 și la începutul anilor 1940. Acest film melancolic evocă nesiguranța și disperarea care pătrund în Polonia de atunci. Povestea începe imediat înainte de începerea celui de-al doilea război mondial și se concentrează asupra lui Pawel (Tadeusz Janczar), un membru al unei familii conservatoare, burgheze, și asupra dragostei sale pentru Lidka (Maria Wachowiak), o dansatoare. Perechea nepotrivită își găsește fericirea de moment în timpul unei călătorii la țară, însă convențiile sociale și neputința îndrăgostiților de a le sfida îi obligă pe Pawel și Lidka să se despartă în cele din urmă. Vremurile se schimbă, izbucnește războiul și relația lor se întrerupe; Pawel suferă în lagărul de concentrare de la Auschwitz și Lidka se căsătorește cu vărul său. Ani mai târziu, cei doi se redescoperă mult schimbați, dar realizează că încă se mai pot iubi. Recenziile filmului au fost inițial nefavorabile; Has a fost acuzat că a transpus romanul lui Dygat pe ecran prea literal și că a fost prea sentimental. Cu timpul, însă, recenziile filmului au devenit pozitive cu trecerea timpului. În 1959, filmul a primit premiul FIPRESCI la Festivalul Internațional de Film de la Locarno.
În Călătoria uimitoare a lui Balthazar Kober (Niezwykła podróż Balthazara Kobera, 1988), un tânăr călătorește prin Germania secolului al XVI-lea afectată de ciumă. Filmul este o adaptare a unui roman al scriitorului francez Frédérick Tristan (Les Tribulations héroïques de Balthasar Kober). Lansat la 26 decembrie 1988, filmul a intrat în concurs la Festivalul Filmului Polonez din 1988, unde Janusz Rosól a câștigat premiul pentru cel mai bun sunet. De asemenea, a fost nominalizat la premiul Leul de Aur la Festivalul de Film de la Veneția în același an. Este ultimul film al lui Has și marchează o întoarcere la stilul picaresc, extravagant din Manuscrisul găsit la Saragosa (1964) și Sanatoriul timpului (1973), care pot fi considerate ca formând o trilogie.
Două curente au rămas evidente în filmele lui Has: unul a fost cinematografia sa de analiză psihologică, celălalt a fost forma vizionară a filmelor sale, în care a folosit cel mai adesea motivul călătoriei. 

## Viața ulterioară
Din 1987 până în 1989, Has a fost director artistic al Studioului de Film Rondo și membru al Comitetului Cinematografic de Stat al Poloniei. În 1989-1990 a ocupat funcția de decan al secției de regie la Școala Națională de Film. În 1990, a fost numit rectorul școlii și a rămas în această funcție timp de șase ani. A fost director general și consilier șef la Studioul Indeks, care era afiliat școlii naționale de film.

## Filmografie
- 1958 Nasul (Pętla)
- 1958 La revedere (Pożegnania)
- 1960 Locatari cu o cameră (Wspólny pokój)
- 1961 Despărțire (Rozstanie)
- 1962 Aur (Złoto)
- 1962 Dragoste neîmplinită (Jak być kochaną)
- 1964 Manuscrisul găsit la Saragosa (Rękopis znaleziony w Saragossie)
- 1966 Cifre (Szyfry)
- 1968 Păpușa (Lalka)
- 1973 Sanatoriul timpului (Sanatorium pod klepsydrą, cu sensul de Sanatoriul din clepsidră)
- 1984 Pismak
- 1985 Memoriile unui păcătos (Osobisty pamiętnik grzesznika ... przez niego samego spisany)
- 1986 Poveste neinteresantă (Nieciekawa historia)
- 1988 Călătoria uimitoare a lui Balthazar Kober (Niezwykła podróż Balthazara Kobera)